# やくざの詩
『やくざの詩』（やくざのうた）1960年1月31日に公開された日本の映画である。監督は舛田利雄。主演は小林旭。日活制作。

## 概要
将来を嘱望された若い医者滝口哲也が、やくざに殺された亡き恋人の仇を討つためにやくざに入り復讐をするアクション物。

## キャスト
- 滝口哲也：小林旭
- 水町通子 ： 芦川いづみ
- 北野由美： 南田洋子
- 相川一郎：二谷英明
- 藤本透： 和田浩治
- 相川次郎 ：垂水悟郎
- 水町義雄： 金子信雄
- 『Club Night ＆ Day』のマネージャー： 山田禅二
- 宮本：宮本準
- 黒沢： 松本染升
- 佐伯組幹部： 加原武門
- 佐伯重三郎：内藤武敏
- 『Club Night ＆ Day』の酔客：相原巨典
- 五郎：深江章喜
- 黒沢組組員： 黒田剛
- 佐伯組幹部： 瀬山孝司
- 安田 ：木島一郎
- サブ： 柳瀬志郎
- 佐伯組幹部：河野弘
- 『Club Night ＆ Day』のホステス： 渡のり子、木城ゆかり
- 『Club Night ＆ Day』の掃除婦：高山千草
- 『Club Night ＆ Day』のホステス ：山崎育子（山崎礼子）、北岡みさ子
- 黒沢組組員 ： 高田保（矢頭健男）
- 久遠利三
- 佐伯組組員： 林茂朗
- 黒沢組組員： 石丘伸吾、本目雅昭
- 『Club Night ＆ Day』のボーイ：梅田晃宏、川村昌之
- 黒人の拳銃ブローカー： ヂェピー・ヘックス
- 白人の拳銃ブローカー： エド・キーン
- 焼芋屋・技斗：峰三平

## スタッフ
- 監督 ： 舛田利雄
- 脚本： 山田信夫
- 企画 ： 坂上静翁
- 音楽： 中村八大

## 楽曲
上記映画公開と同時期に、同名主題歌『やくざの詩』（やくざのうた）のシングル盤が発売された（コロムビアレコード、規格品番：SA-326）。

### 収録曲
- 両楽曲共に、作詞：滝田順、作曲・編曲：中村八大

1. やくざの詩（2分59秒）
歌：小林旭
2. 夜霧に泣いて（2分56秒）
歌：トミー藤山

## 同時上映
- 『街に出た野獣』
- 監督 ： 山内亮一
- 主演 ： 小高雄二